# Walther Kegel
Walther Kegel (geboren 1907 in Flensburg; gestorben 1945) war ein deutscher Ingenieur und Verfasser von Zukunftsromanen.

## Bibliographie
- Rakete 33 : In 4 Stunden von Berlin nach New York. Fünf Türme-Verlag, Halle 1934.
- mit Hans Heuer: Tiefsee : Tauchtank 9200 Meter unterm Meeresspiegel. Goldmann, Leipzig 1934.
- Tod im Strahlenring. Buchwarte, Berlin 1937.
- Dämme im Mittelmeer. Buchwarte, Berlin 1937.
- Metall X. Buchwarte, Berlin 1937.
- Feuer über dem Atlantik. Braun & Schneider, München 1939.